# 1617 w literaturze
Wydarzenia literackie w 1617 roku.

## Nowe poezje
- polskie
  - Kasper Twardowski – Lekcyje Kupidynowe